# Équirre
Équirre és un municipi francès situat al departament del Pas de Calais i a la regió dels Alts de França. L'any 2007 tenia 57 habitants.

## Demografia

### Població
El 2007 la població de fet d'Équirre era de 57 persones. Hi havia 29 famílies de les quals 8 eren unipersonals (8 dones vivint soles i 8 dones vivint soles), 17 parelles sense fills i 4 parelles amb fills.
La població ha evolucionat segons el següent gràfic:
Habitants censats

### Habitatges
El 2007 hi havia 49 habitatges, 30 eren l'habitatge principal de la família, 12 eren segones residències i 7 estaven desocupats. Tots els 48 habitatges eren cases. Dels 30 habitatges principals, 24 estaven ocupats pels seus propietaris, 5 estaven llogats i ocupats pels llogaters i 1 estava cedit a títol gratuït; 1 tenia una cambra, 1 en tenia dues, 3 en tenien tres, 8 en tenien quatre i 17 en tenien cinc o més. 22 habitatges disposaven pel capbaix d'una plaça de pàrquing. A 16 habitatges hi havia un automòbil i a 6 n'hi havia dos o més.

### Piràmide de població
La piràmide de població per edats i sexe el 2009 era:
| Homes | Edats   | Dones |
| ----- | ------- | ----- |
| 0     | 95 o +  | 0     |
| 0     | 90 a 94 | 0     |
| 0     | 85 a 89 | 0     |
| 8     | 80 a 84 | 0     |
| 0     | 75 a 79 | 0     |
| 0     | 70 a 74 | 4     |
| 8     | 65 a 69 | 8     |
| 0     | 60 a 64 | 0     |
| 4     | 55 a 59 | 0     |
| 0     | 50 a 54 | 0     |
| 0     | 45 a 49 | 8     |
| 8     | 40 a 44 | 4     |
| 0     | 35 a 39 | 0     |
| 0     | 30 a 34 | 0     |
| 0     | 25 a 29 | 0     |
| 0     | 20 a 24 | 0     |
| 0     | 15 a 19 | 4     |
| 4     | 10 a 14 | 4     |
| 4     | 5 a 9   | 0     |
| 0     | 0 a 4   | 0     |

## Economia
El 2007 la població en edat de treballar era de 32 persones, 19 eren actives i 13 eren inactives. De les 19 persones actives 18 estaven ocupades (12 homes i 6 dones) i 1 aturada (1 home). De les 13 persones inactives 7 estaven jubilades i 6 estaven classificades com a «altres inactius».
Activitats econòmiques
L'únic establiment que hi havia el 2007 era d'una empresa d'hostatgeria i restauració.
L'any 2000 a Équirre hi havia 4 explotacions agrícoles que ocupaven un total de 320 hectàrees.

## Poblacions més properes
El següent diagrama mostra les poblacions més properes.